# Escatologie

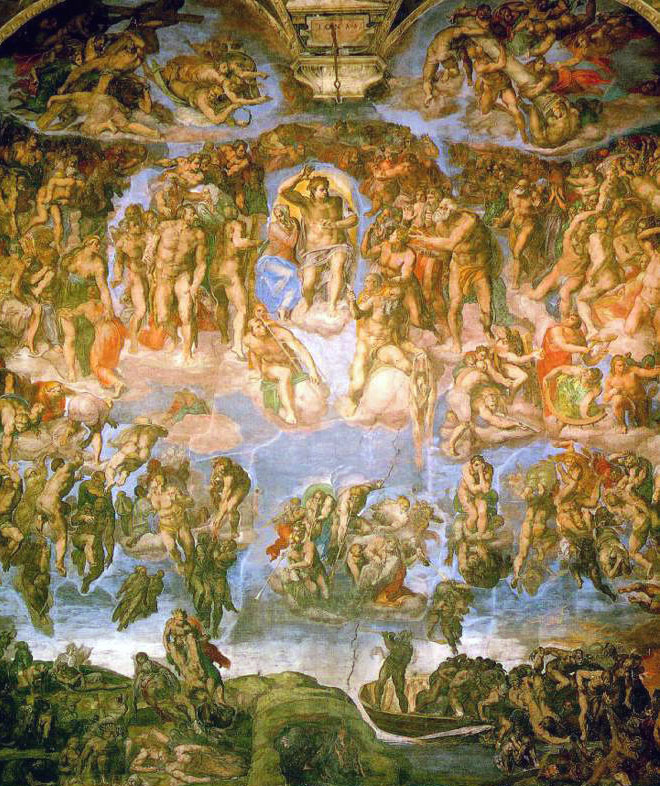
Judecata Universală, frescă de Michelangelo în Capela Sixtină din Vatican

Escatologia (scris și eshatologia, în limba greacă veche: εσχατολογία, cuvânt compus din τὰ ἔσχατα ta és-chata = "ultimele lucruri" și logos → -logie = "studiu", "învățătură" despre...) este o doctrină filosofică și teologică privind posibilitatea existenței individuale după moarte ("eshatologie individuală") și destinul final al lumii ("eshatologie universală"). Termenul latin, căzut în desuetudine, este "De Novissimus". "Escatologia individuală" derivă din doctrina imortalității personale sau, cel puțin, din ideea supraviețuirii într-o formă oarecare după moartea fizică, urmărește să lămurească condiția, temporară sau eternă, a sufletului fiecărui individ în parte, și modul în care după moarte această condiție depinde de viața prezentă. "Escatologia universală" are ca obiect ultimele evenimente ale istoriei omenirii, destinul final al genului uman, numit în mod curent "sfârșitul lumii", precum și evenimente presupuse sau acceptate de diversele religii, ca învierea și judecata universală. Extrapolând definiția, se poate spune că eshatologia se ocupă cu ultimele speranțe în nemurire ale omenirii în cadrul unei religii sau al unui sistem filozofic.

## Escatologia în diverse culturi și civilizații

### În societățile primitive
Chiar și la popoarele primitive, antropologii admit existența unor credințe religioase, incluzând ideea unei existențe după moarte. Unele popoare rezervă posibilitatea unei vieți după moarte doar  "celor buni" - cum este cazul la populația de pe insula Tonga (Polinezia) - sau pentru persoanele cu un anumit rang în societate - ca în Nicaragua, în timp ce negrii din Noua Guinee cred într-o a doua moarte în altă lume sau în drum spre aceasta. "Lumea de dincolo" este localizată fie pe pământ, fie în ceruri, soare sau lună, dar cel mai adesea sub pământ. Viața viitoare este concepută într-o formă întunecată, himerică sau, dimpotrivă, idealizată ca o succesiune continuă a plăcerilor vieții terestre. În cele mai multe reprezentări religioase ale popoarelor primitive nu există noțiunea unei răsplate sau pedepse după moarte, doar în puține cazuri se întâlnesc în mod clar idei elevate asupra unor datorii morale drept condiție pentru viața viitoare.

### În societățile dezvoltate

#### Mesopotamia
În religia babiloniană (în esență asemănătoare cu cea asiriană) eshatologia nu a atins un grad semnificativ de dezvoltare. Răsplata pentru comportamentul individual avea loc în timpul vieții, divinitățile oferind daruri sub formă de putere, prosperitate, viață îndelungată, urmași numeroși; în mod contrar, păcătoșii erau pedepsiți prin calamități naturale. Ideea unei lumi de dincolo era foarte vagă, sub forma unui spirit semi-material, a unei umbre sau a unei dubluri ("ekimmu"), care ar supraviețui morții trupești și care, după îngropare, ar coborî sub pământ pentru a întovărăși trupul lipsit de viață. În mitul lui Iștar, zeița dragostei și a fertilității, lumea subpământeană, în care zeița coboară în căutarea iubitului dispărut și a izvorului de "apă vie", este descrisă în culori sumbre, triste. Aceasta este un abis, o "lume fără întoarcere", un lăcaș al întunecimii, populat de demoni.

#### Egiptul antic

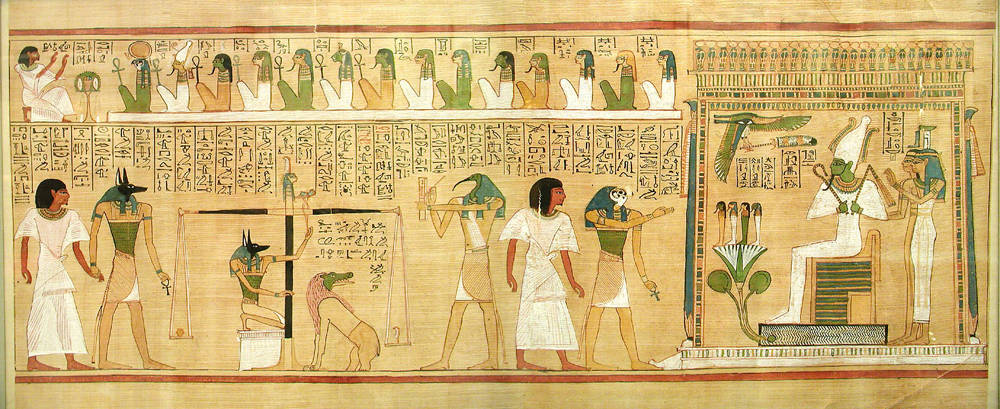
Judecata morților: Inima decedatului este cântărită; dacă este mai ușoară decât pana de struț de pe capul zeiței Maat, i se permite să treacă în lumea veșnică (Papirusul Hunefer, British Museum, Londra)

În religia Egiptului antic se întâlnește o înaltă dezvoltare a reprezentărilor eshatologice. Osiris, zeul-soare, simbolizează și viața fără sfârșit, țel suprem către care aspirau și cu care se identificau egiptenii după moarte. Spiritul despărțit de trup continuă să trăiască, având încă anumite organe corporale, necesare noilor condiții de existență. Persoana umană are mai multe componente, dintre care cea mai importantă este "Ka", un fel de dublură semi-materială, care se restabilește după moarte și este supusă judecății.
Judecata la care este supus fiecare om după moarte este descrisă în capitolul 125 al "Cărții morților". Decedatul trebuie să fie în stare să-și dovedească nevinovăția în raport cu patruzeci și două categorii de păcate, greutatea inimii lui este confruntată cu imaginea zeiței adevărului și dreptății, Maat. În caz favorabil, urmează o lungă și dificilă călătorie, înainte de a obține fericirea și siguranța în câmpiile fertile ale lui Aalu. În acest scop, egiptenii construiau morminte sigure, care conțineau hrană și băutură, ca adăpost pentru "Ka", se oficiau rugăciuni și sacrificii în beneficiul său, pe pereții mormântului sau pe papirusuri incluse în învelișul mumiei se scriau texte în ajutorul memoriei decedatului.

#### Persia
Reprezentările escatologice ale vechilor perși sunt cuprinse în învățăturile lui Zarathustra sau Zoroastru ("Zoroastrism" sau "Mazdaism"). Caracteristica religiei persane este concepția dualistă asupra divinității. Lumea fizică și morală este teatrul unui permanent conflict între zeul bun Ahura Mazda (Urmuz) și Angra-Mainyu (Ahriman), întruchiparea răului.
Vechii perși credeau că lumea ar fi fost cândva distrusă prin foc. Conform acestei tradiții, redată scris în imnurile "Gatha", prima parte din "Avesta", discipolii zeului Ahura Mazda s-ar fi deosebit de alți oameni, prin faptul că au rezistat metalului topit, fiind în felul acesta recompensați pentru buna lor conduită. Potrivit imnurilor Gatha, persoanele sunt libere și responsabile, predestinarea nu este admisă. Recompensa, fericirea depinde de comportamentul oamenilor în timpul vieții. După moarte, sufletele trebuie să treacă un pod, fiind judecate pentru gândurile, cuvintele și faptele lor. Judecata nu este definitivă, când spiritul răului va fi eliminat, toate sufletele se vor aduna împreună pentru eternitate. Unii adepți ai Zoroastrismului - Peshotan - credeau în venirea viitoare a unor Mesia. Deși nu se știe cu siguranță dacă ideea unei învieri după moarte datează din epoca scrierilor Gatha, istoricul grec Herodot (secolul al V-lea î.Ch.) menționează o asemenea credință existentă la perși; și Theopompos din Chio (378-304 î.Ch.), istoricul regelui Filip al II-lea al Macedoniei, descrie ideea învierii după moarte ca doctrină mazdaică.

#### India

Aum, silabă mistică în religiile indiene, incluzând Hinduismul, Jainismul și Budismul

În "Vedic", cea mai veche religie documentată istoric a popoarelor din India, reprezentările eshatologice sunt mai simple și mai naturale decât în Brahmanism sau Budism, apărute ulterior. Imortalitatea individuală este un fapt general admis. Există un imperiu al morților sub cârmuirea lui Yama, unde cei buni sunt separați de cei păcătoși. Cei buni sălășuiesc într-un loc luminos și participă la ospățurile zeilor; cei răi sunt îndepărtați în adâncuri întunecate veșnic. Nu se întâlnesc încă urme ale doctrinei transmigrației, specialiștii recunosc însă deja germenii panteismului de mai târziu.
- Brahmanismul convingerea că spiritul, după moarte, s-ar reîncarna în alt corp.

În Brahmanism răsplata sau pedeapsa după moarte sunt mai pregnante, devin însă lipsite de speranță prin atragerea după sine a transmigrației sau metempsihozei, convingerea că spiritul, după moarte, s-ar reîncarna în alt corp, pentru a trăi și muri din nou, reîncarnându-se încă în alte forme (Vezi romanul lui Liviu Rebreanu: Adam și Eva).  

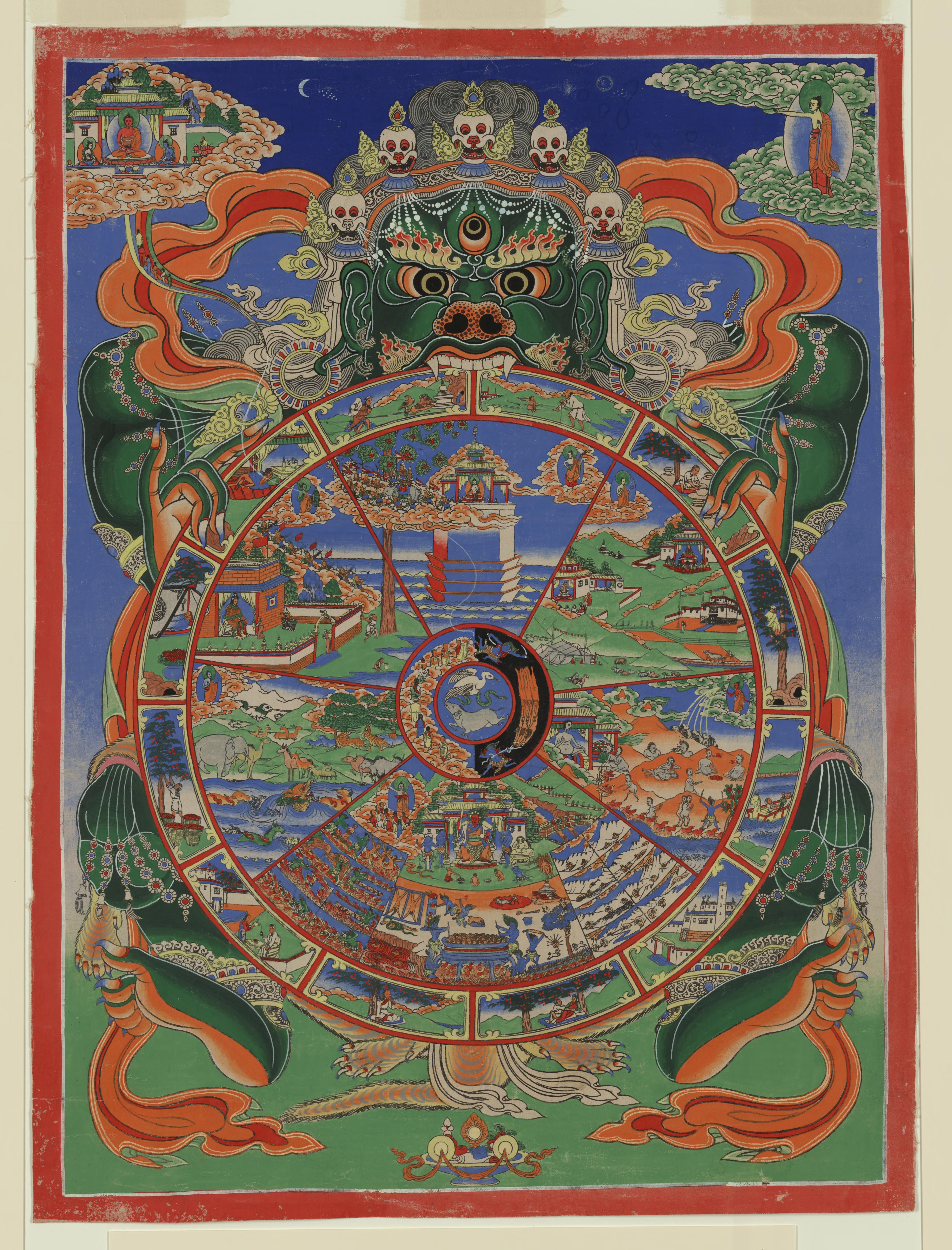
Roata vieții, în Budism, reprezentare simbolică a existenței continue

Deși după moarte ar exista numeroase "raiuri" și "iaduri", pentru recompense sau pedepse de diverse grade în funcție de merite sau de vinovăție, nu se ajunge niciodată la starea finală, ci doar preludii la renașteri în forme superioare sau la nivel inferior. Posibilitatea identificării panteistice cu Brahma, rezervată unor personalități excepționale, având însă drept consecință extincția persoanei ca individ, rămâne singura posibilitate către care se poate aspira.
- Budismul

Budismul dezvoltă și modifică latura filosofică a Brahmanismului ca doctrină a salvării și culminează în ceea ce s-ar putea numi negarea eshatologiei și a oricărei teologii, într-o religie fără Dumnezeu, cu un înalt cod moral fără aspirație la o recompensă sau teamă de o pedeapsă într-o viață de apoi. Existența însăși, sau existența individuală, este răul originar; agățarea de existență, care generează numeroase forme de dorințe și pofte, este sursa întregii mizerii care este asociată inextricabil cu viața. Salvarea (moksha) - eliberarea de ciclul morții și al renașterilor - o constituie starea de "nirvana", care poate fi atinsă prin renunțarea totală la orice dorință și prin cunoaștere - nu cunoașterea ființei supreme ca în Brahmanism, ci cunoașterea filosofică pură a adevărului asupra lucrurilor (mahăiăna).
Pentru toți cei care nu sunt capabili să atingă starea de iluminare filosofică sau nu reușesc să trăiască în conformitate cu cerințele acesteia, ceea ce reprezintă de fapt majoritatea oamenilor, nu există posibilitate de salvare din nesfârșitul ciclu sumbru al morții și reîncarnărilor ("Roata vieții"), în care cerurile se alternează cu întunericul subpământean.

#### Grecia antică

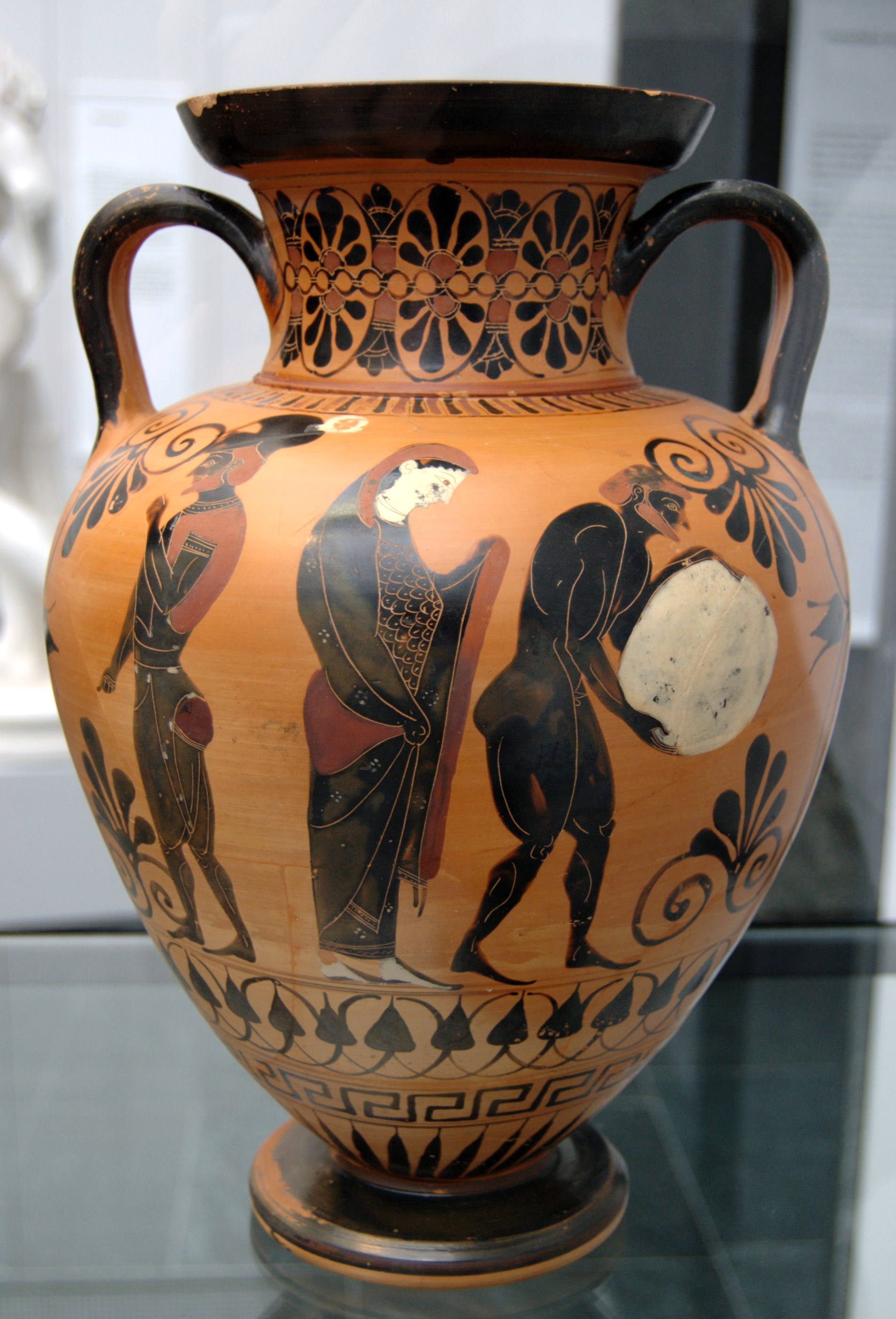
Nekyia (coborîrea în lumea subpământeană): Ajax înfuriat, Persefona supraveghind caznele lui Sisif. Amforă atică, cca. 530 î.Ch.

La grecii antici dominau numeroase și diverse concepții escatologice. Doctrinele cosmologice ale stoicismului, de exemplu, concepeau existența lumii ca o repetiție ciclică a diverselor epoci, la sfârșitul căreia cosmosul va exploda, reducând materia la "logos"-ul originar din care ordinea s-ar regenera. În mod asemănător s-ar regenera și sufletul omenesc, el însuși de asemenea ivit din "logos" și destinat, în consecință, nemuririi.
Din scrierile lui Homer și Hesiod aflăm cum își reprezentau vechii greci viitorul sufletelor în "Câmpurile Elisee" (Elysium) sau în infern (Hades). "Tartarul" (infernul cel mai profund) era destinat în special pentru revoltații împotriva zeilor, în timp ce "Câmpurile Elisee" erau rezervate unor favoriți aleși după capricii divine.
Printre primii filosofi, Anaxagora a fost acela care a contribuit la reprezentarea sufletului într-o formă pură, dar un rol important la atribuirea unui sens religios a fost jucat de oracolele sibilinice și, mai ales, de misterele orfice și eleusine, a căror influență în conturarea unei speranțe moralizatoare în viitorul omenirii a făcut concurență filosofilor, poeților și istoricilor.
Misterele orfice afirmă origina divină și pre-existența spiritului, pentru care trupul este o închisoare temporară. Aceste mistere au exercitat o influență considerabilă asupra creației poetice a lui Pindar și asupra filosofiei lui Platon.

#### Mitologia nordică

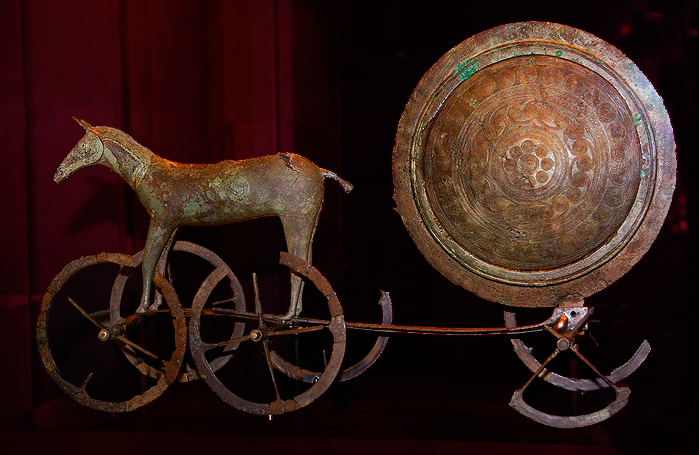
Carul soarelui din Trundholm

În mitologia nordică, sfârștul lumii - denumit "Ragnarök" - este descris în ciclul de legende "Edda".
După trei ani de lupte și trei ani de iarnă, forțele răului devin predominante. Soarele și Luna sunt înghițite de lupi uriași, monștri enormi, ca lupul Fenril și șarpele Midgard, care sunt eliberați și - împreună cu focuri uriașe - pornesc la luptă împotriva zeilor și devastează pământul. Războinici pământeni căzuți în trecut (Einherjer) întăresc rândurilor armatei de zeități. În lupte sunt uciși numeroși monștri și zei (zeii erau muritori !), până la urmă Surt cel mai puternic dintre focuri, distruge pământul în întregime. Prin foc se restabilește  echilibrul între haos și ordine. Tatăl zeilor, Odin, creează lumea din nou, soarele strălucește din nou pe cer, pământul este repopulat de urmașii perechii Lif și Lifthrasir, singurii supraviețuitori ai catastrofei.

#### Civilizația aztecă

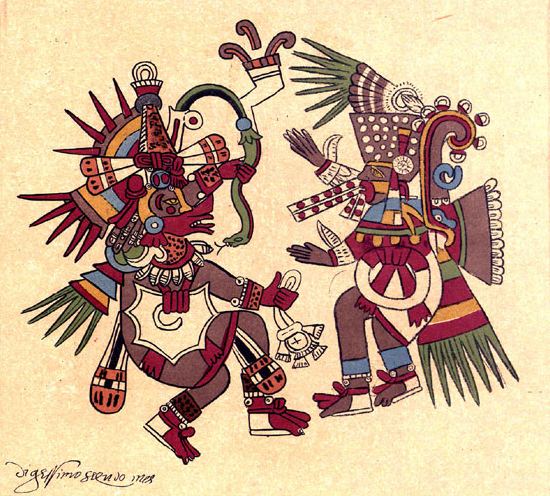
Quetzalcoat și Tezcatlipoca

Reprezentările escatologice la azteci își au izvorul în tradițiile culturii "toltechice", în al cărei centru se găsea credința în existența altor patru lumi (sau "sori") înaintea lumii actuale. Aceste lumi - împreună cu omenirea corespunzătoare - fură distruse prin diverse catastrofe.
- Primul soare - Nahui-Ocelotl - a fost devorat de jaguari, adorați mai târziu ca îngeri protectori ai zeului creator Tezcatlipoca.
- La sfârșitul celui de-al doilea soare - Nahui-Ehecatl - un uragan, declanșat de  Quetzalcoatl, "șarpele cu pene", a transformat oamenii în maimuțe.
- Al treilea soare - Nahuiquiahuitl - a fost distrus de o ploaie cu foc, în timpul domniei lui Tlaloc, zeul tunetelor și fulgerelor.
- Al patrulea soare - Nahui-Atl - a pierit în urma unui potop imens care a durat 52 de zile.

Lumea actuală ar reprezenta al cincilea "soare", și aztecii se considerau ei înșiși ca fiind "popor al soarelui", având ca misiune din partea zeilor datoria asigurării permanente a hranei (tlaxcaltilizli) soarelui, fără de care acesta ar dispare de pe cer. Astfel, supraviețuirea și prosperitatea întregului univers este condiționată de jertfele oferite soarelui sub formă de sânge și inimi omenești.

##### Al cincilea "soare"
Lumea actuală - Nahui-Ollin - a fost creată de Quetzalcoatl cu ajutorul fratelui său gemen, Xolotl, un zeu cu cap de câine, care au reușit să trezească la viață oasele morților, udându-le cu sânge. Și această lume este sortită să dispară în urma unui cutremur uriaș, când vor apare monștrii din apus, "Tzitzimimii", care vor ucide și devora întreaga omenire.
Din aceste mituri rezultă două concepții fundamentale:  
1) Credința că universul este instabil, fiind permanent amenințat de moarte și distrugere.
2) Necesitatea oferirii de jertfe omenești pentru hrănirea soarelui și îmblânzirea zeilor.

## Eshatologia în cele trei religii monoteiste (religiile zise "Abrahamice")
Ca "religii Abrahamice" - Iudaismul, Creștinismul și Islamismul - sunt considerate în literatura teologică acele religii monoteistice care își au rădăcinile în prima parte a Bibliei ebraice, sau Tora. Noțiunea se bazează în special pe tradiționalul legământ dintre Dumnezeu (în scrierea  ebraică, care nu are litere pentru vocale, desenat cu literele JHVH -  pronunțat Jahveh) și Abraham, părintele poporului Israel (Geneza 12, 1-3), în care atât creștinii cât și musulmanii îl recunosc drept părintele lor ales de Dumnezeu, respectiv Allah.

### Iudaism
În vechiul Israel "Ziua lui Jahveh" era considerată ziua judecății, în care se va decide soarta fiecărui om. Oamenii așteptau cu bucurie venirea acestei zile, totuși unii profeți, ca Isaia, Zefania și Ieremia, se temeau că ziua "din urmă" ar putea aduce nenorociri pentru poporul Israel, referindu-se în special la amenințarea pe care o reprezenta puterea militară crescândă a Babilonienilor. Mai târziu cărțile sfinte anunțau în legătură cu acest eveniment, dimpotrivă, o bună stare și fericire generală, semn a speranței eshatologice. În Cartea lui Daniel se exprimă speranța că - la sfârșitul erei actuale - poporului evreu i se va încredința împărăția lumii. Un mijlocitor între Dumnezeu și oameni, probabil Arhanghelul Mihail, va coborî din cer adus de nori și va învinge "Fiara" - prin care se înțelegeau regatele elenistice din Orientul Apropiat. În aceste scrieri apocaliptice din cartea lui Daniil nu este încă menționat un "Mesia", care apare pentru prima dată în "Cântarea Cântărilor" a lui Solomon.
După cucerirea Palestinei de către romani sub comanda lui Pompei, în anul 63 î.Ch., evreii își puneau speranța într-un urmaș al lui David, regele Israelului și Iudeii, care să-i elibereze de sub stăpânirea romanilor și să creeze un nou regat al evreilor, căruia să i se supună celelalte popoare. Această speranță a stat la baza revoltei evreilor din anii 66-70 d.Ch., ceea ce a dus la distrugerea Ierusalimului. Este de înțeles că anunțarea venirii unei "împărății a cerurilor" de către Isus Cristos a fost înțeleasă ca o aspirație a sa de deveni "rege al iudeilor". Ucenicii lui Isus erau convinși că el va reveni ca Mesia, adus de nori în "ziua cea din urmă". În Iudaism reprezentările despre judecata de apoi și despre învierea morților nu a fost pusă în legătură cu venirea unui Mesia.

### Creștinism
În „Noul Testament” Iisus anunță venirea împărăției lui Dumnezeu și a mântuirii întrucât crucea pe care a fost răstignit și învierea sa reprezintă victoria lui Dumnezeu asupra păcatului originar și asupra morții. Realizarea deplină a „împărăției cerurilor” va avea totuși loc o dată cu a doua venire a lui Christos („parousia”), pe care primii creștini o considerau iminentă. O dată cu „parousia” va avea loc învierea morților, judecata universală și nemurirea sufletelor, subliniate mai ales în literatura patristică. Cu prelungirea așteptării celei de a doua veniri a lui Christos, în epoca împăratului Constantin, literatura teologică pune accentul mai mult pe destinele individuale ale oamenilor și mai târziu, începând cu secolul al VII-lea, se concentrează asupra problemei viitorului sufletelor după moarte, a infernului și paradisului și asupra raportului dintre judecata individuală și cea finală.

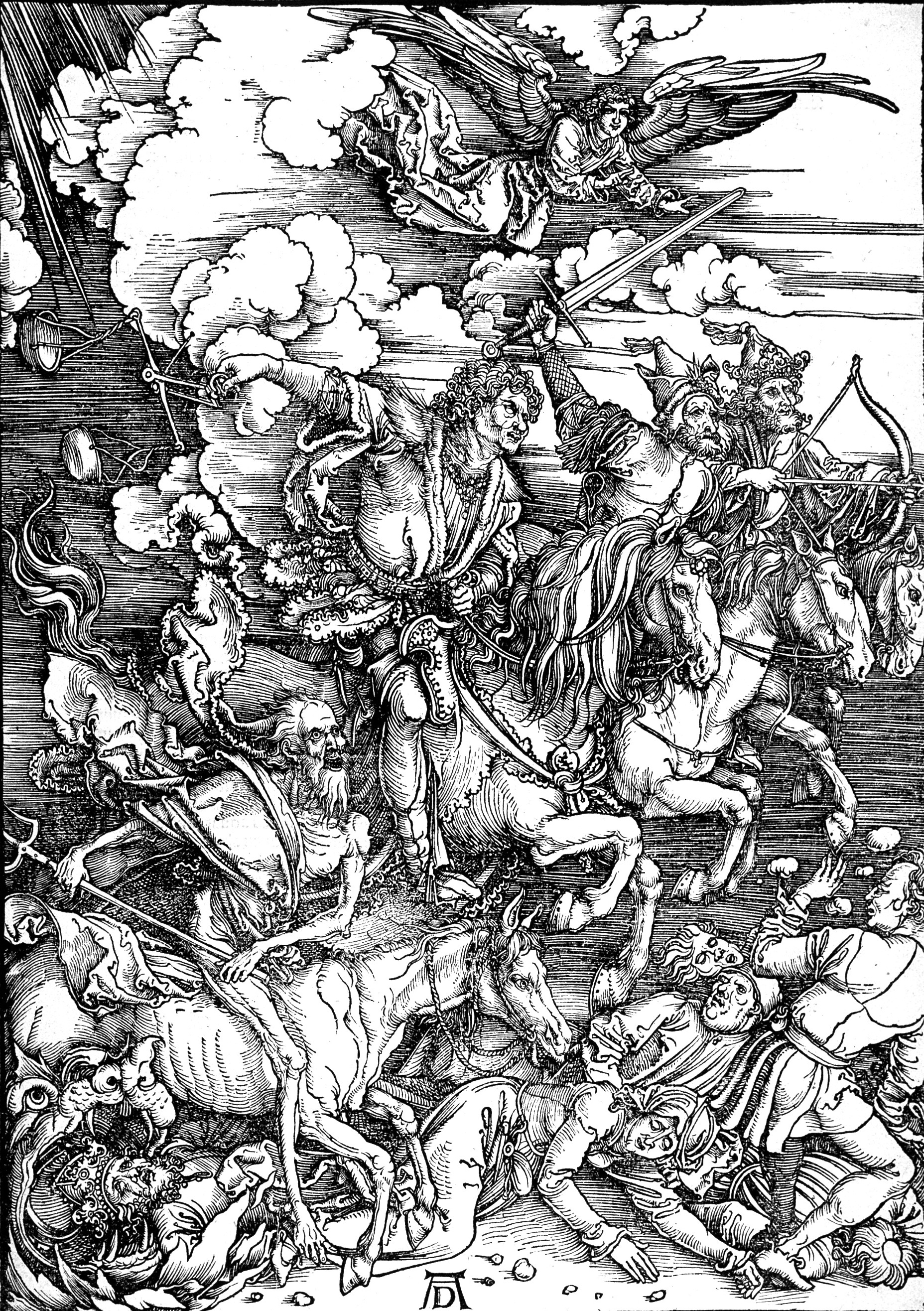
Cei patru călăreți din Apocalips care anunță a doua venire a lui Christos

În epoca medievală, așteptarea unei transformări eshatologice a universului a dus la concepțiile „milenariste”, ca în scrierile lui Gioacchino da Fiore, a cărui doctrină a fost în 1215 declarată eretică de către Biserică.
În vremurile moderne trebuie făcută deosebirea între diverse aspecte ale eshatologiei creștine:
- Eshatologia catolică este fondată pe o teologie oficială, care interpretează „Scripturile sfinte” și tradițiile religioase, este în ultimă analiză exprimată sub formă de dogme. Sunt de remarcat în special scrierile Sfântului Augustin, ale Sfântului Toma d'Aquino, dogmele papei Benedict al XII-lea asupra destinului individual, definiția Conciliului din Trento asupra „Purgatoriului” și „Catehismul Bisericii Catolice” din anul 1992 asupra sarcinii finale a Bisericii.
- Eshatologia ortodoxă se bazează pe aprobarea majorității autorităților ecleziastice și pe autoritatea Sfinților Părinți în interpretarea Scripturii. Escatologia este considerată învățătura despre relațiile ultime ale mântuirii, adică despre instaurarea Împărăției lui Dumnezeu pe pământ sau viața veacului ce va să vină, ca încoronare a operei lui Christos. Eshatologia nu trebuie confundată cu „sfârșitul lumii” și nici nu trebuie limitată la descrierea evenimentelor care însoțesc a doua venire a lui Christos sau parousia, ea se referă la o nouă ordine de existență, la o stare ultimă de transfigurare, dincolo de istorie, stare care este obiectul rugăciunii și speranței creștine.
- Eshatologia protestantă depinde de interpretarea fiecărui credincios, legată în mod unic de profețiile biblice, având în consecință un caracter foarte divers. Spre deosebire de catolicism și de ortodoxie, aceste reprezentări eshatologice ale protestantismului contemporan au adesea un caracter „milenarist”: credința venirii pe pământ a lui Christos și a întemeierii unei împărății pentru mii de ani, așa cum este expusă în Apocalipsul lui Ioan. În trecut protestanții aveau o lectură istoricistă a Apocalipsei lui Ioan.

### Islamism
Islamismul a preluat din iudaism și creștinism doctrina învierii morților și a unei judecăți universale cu pedepse sau recompense eterne după faptele fiecăruia în timpul vieții. Mai târziu, în urma contactului cu învățăturile persane, Islamismul consideră importantă credința în reîncarnarea marilor profeți ai trecutului. Așteptarea unui "Mahdi", echivalentul musulman al "Mesiei", care va revela adevărul și îi va conduce pe drept credincioși într-o viață mai bună pe pământ, a dus în special în Iran și unele țări africane la inițierea unor noi doctrine islamice.

## Tendințe contemporane
În secolul al XX-lea teologii creștini - în special teologul german Jürgen Moltman - au înțeles prin escatologie învățătura cu privire la speranța creștină, care nu se referă doar la evenimentele de la sfârșitul lumii, ci mai ales la speranța într-o viață mai bună pe Pământ. "Parusia" nu ar fi un nou eveniment, ci împlinirea deplină în istoria omenirii a învierii lui Cristos.